# فورن‌یات (قمر)

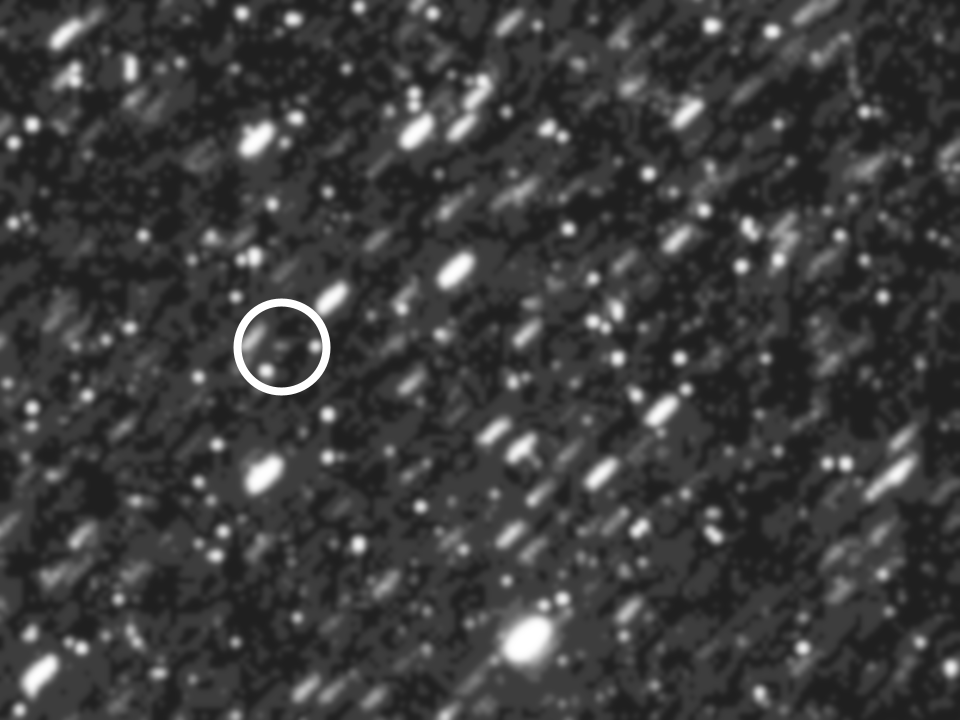
قمر «فورن‌یات» تصویربرداری‌شده توسط کاسینی در ۱۳ مارس ۲۰۱۴

فورن‌یات (به انگلیسی: Fornjot) که با نام زحل XLII هم خوانده می‌شود (نام موقت اس /۲۰۰۴ اس ۸)، دورترین قمر طبیعی زحل است؛ که در چهارم ماه مه ۲۰۰۵ توسط اسکات اس. شپرد، دیوید سی.جویت، جن کلینه و برایان جی.مارسدن براساس مشاهداتی که بین ۱۲ دسامبر ۲۰۰۴ و ۱۱ مارس ۲۰۰۵ صورت گرفته بود کشف شد.
فورن‌یات حدود ۶ کیلومتر قطر دارد. متوسط مدارش ۲۳٬۶۰۹ مگامتر است و دوره آن ۱۳۵۴ روز بوده و انحراف آن ۱۶۸ درجه نسبت به دائرةالبروج و (۱۶۰ درجه نسبت به استوای زحل) است. خروج از مرکز مدار این قمر ۰٫۱۸۶ است.
نام این قمر از نام فورن‌یات، غولی از اساطیر اسکاندیناوی گرفته شده است.